# Giorgos Antoniou
Giorgos Antoniou (* 1970 in Athen) ist ein griechischer Jazzmusiker (Kontrabass).

## Werdegang
Antoniou lebt seit 1994 in der Schweiz und ist Absolvent der Swiss Jazz School. Er gehörte zu den Bands von Joe Haider, Sandy Patton, dem Jérôme de Carli Trio und den Steamboat Rats. Auch tourte er mit Johnny Griffin, Clark Terry, Bobby Shew, Bob Mintzer oder John Lewis. Als Mitglied der Swiss Jazz School-Big Band spielte er auf den Jazzfestivals in Montreux und Bern. Auch gehörte er zum von Daniel Zisman geleiteten 676 Tango Quintett (mit dem er bei den  Schlosskonzerten Thun 2001 und 2002 bei den Berner Studiokonzerten im Radiostudio Bern auftrat).
Weiter begleitete er Cedar Walton, Benny Golson, Alvin Queen, Billy Hart, Bobby Durham, Dado Moroni, Roy Hargrove, Terell Stafford, Scott Hamilton, Benny Green, Kirk Lightsey, Brad Leali oder Roberta Gambarini. Weiterhin ist er auf Tonträgern von Joe Haider, Claus Raible, Martin Dahanukar, Nick Perrin, Daniel Blanc, der Steamboat Rats oder der Sinatra Tribute Band mit Max Neissendorfer zu hören.

## Diskographische Hinweise
- Horn Knox The Song Is You (JoeHaiderMusic 2001, mit Klaus Widmer, Michael Beck, Daniel Aebi)
- Cinq featuring Claus Reichstaller, Tony Lakatos, Joe Haider, Giorgos Antoniou, Keith Copeland (TCB Records 2009)
- Gábor Bolla, Giorgos Antoniou, Bernd Reiter Remembering New York (Mons Records 2010)
- B.B. and J.M. Trio First Call (All Jazz 2013, mit Beat Baumli und Jürg Morgenthaler)
- Anna Lauvergnac Coming Back Home (Alessa Records, 2014; mit Claus Raible, Steve Brown; Preis der deutschen Schallplattenkritik/Bestenliste 2014)
- Herwig Gradischnig / Steve Fishwick / Claus Raible / Giorgos Antoniou / Matt Home: Mo Is On: The Music of Elmo Hope Vol  2 (Trio Records, 2019)